# Grønland Station
Grønland Station (Grønland stasjon) er en metrostation i Fellestunnelen på T-banen i Oslo. Stationen ligger i kvarteret Grønland i bydelen Gamle Oslo. Overfor stationen ligger Oslo bussterminal, der betjenes af mange regionale busser og fjernbusser.
Stationen blev bygget i 1960’erne med et indkøbscenter som en del af stationsområdet. Her lå blandt andet byens første fødevarebutik med længe åbent. Grønland er en af de mindre stationer i Fellestunnelen. Selvom den ligger nær Oslos centrum er området hovedsageligt et boligkvarter.
8. september 2009 offentliggjorde Aftenposten, at Jernbaneverket havde skitseret planer for en ny Oslotunnel. I disse planer blev det blandt andet foreslået at etablere en egen underjordisk station kun for lokaltog under Galleri Oslo og en etage under Grønland Station. Hvis disse planer bliver gennemført, bliver Grønland overgangsstation mellem lokaltog og de østlige T-baner, og antallet af passagerer på stationen kan stige betragteligt.